# Adolph Lotin Same
Pour les articles homonymes, voir Lotin et Same.
Adolph Lotin Same (encore appelé Lotin à Samè), né le 16 octobre 1882 à Bonamouti-Bonakou, un quartier de Douala, et mort le 29 décembre 1946 à Édéa, est un pasteur chrétien baptiste camerounais. Il a été président de la Native Baptist Church de 1921 à 1922.

## Biographie
Adolf Lotin est né le 16 octobre 1882 à Bonamouti-Bonakou à Douala,

## Ministère

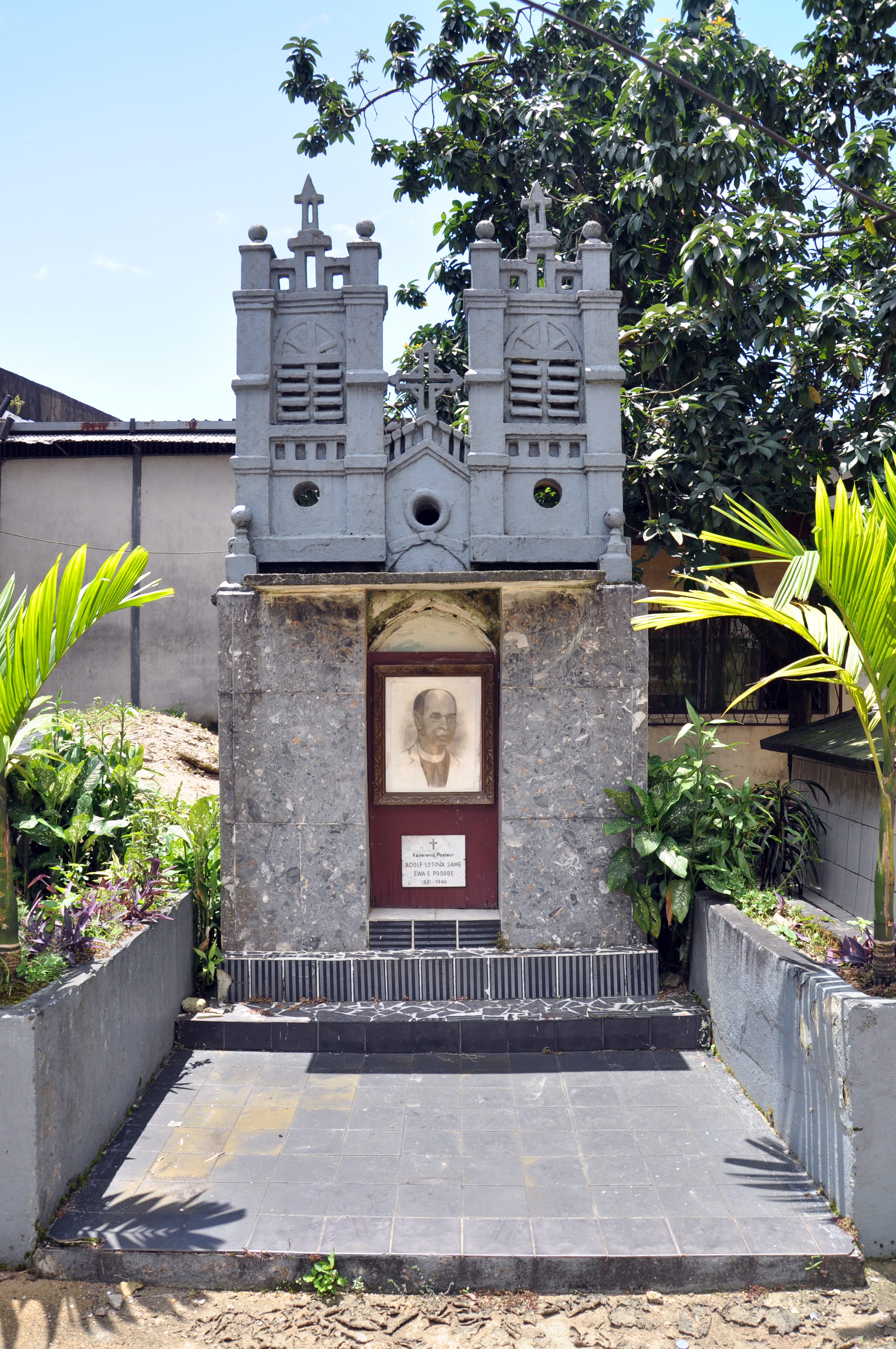
Tombe du pasteur Lotin a Samé à Douala.

En 1908, il est ordonné pasteur baptiste par le missionnaire allemand Charles Bender. En 1915, lorsque les missionnaires allemands sont forcés de quitter le pays, en raison de l’occupation du pays par la France, il est nommé président de la mission baptiste à Douala par les missionnaires allemands baptistes, jusqu'à l'arrivée de la Société des missions évangéliques de Paris en 1917,.
En 1921, il devient président de la Native Baptist Church . En raison de son discours sur l’autonomie de la direction des églises baptistes vis-à-vis des missionnaires européens de la Société des missions évangéliques de Paris, il est publiquement déchu de son mandat en 1922. Les autoritées françaises décident également de fermer les églises de la Native Baptist Church cette même année. Lotin doit ainsi prêcher en secret. En 1929, il fonde un groupe de pression ayant pour but d’autoriser la NBC. En 1932, l’Église est de nouveau autorisée. Soupçonné de militer pour le retour des allemands par les autorités françaises, il est emprisonné en 1940 et libéré en 1941. Généralement considéré comme le premier leader nationaliste de l'époque coloniale française, ce compositeur de musique a écrit plus de 400 cantiques .

## Vie privée
Il est le père de l'artiste camerounais Eboa Lotin.Il était marié à Ndomè Koum Bell Liliane de La royauté de Bali Bonanjo.